# Фортуна, Оресте
Оре́сте Форту́на (итал. Oreste Fortuna; 4 мая 1893 — 1974) — итальянский офицер, танкист, участник Гражданской войны в Испании. Кавалер высшей награды Италии за подвиг на поле боя — золотой медали «За воинскую доблесть» (1937).

## Биография
Родился 4 мая 1893 года в городе Потенца, регион Базиликата, Королевство Италия.
Командир 1-й танковой роты L3/35 танковой и бронеавтомобильной группы итальянского добровольческого корпуса капитан Оресте Фортуна отличился в гражданской войне в Испании. Прибыв в Испанию 29 сентября 1936 года, 10 танкеток под командованием капитана Оресте Фортуна 21 октября приняли участие в боях за Навалькарнеро (близ Мадрида). С 3 по 8 февраля 1937 года итальянские танки оказали существенное влияние на успешный исход боёв за базу республиканского флота в Малаге. Однако 8—23 марта 1937 года в боях за Гвадалахару республиканские войска нанесли поражение националистам и итальянским силам. 
Из представления к награде:

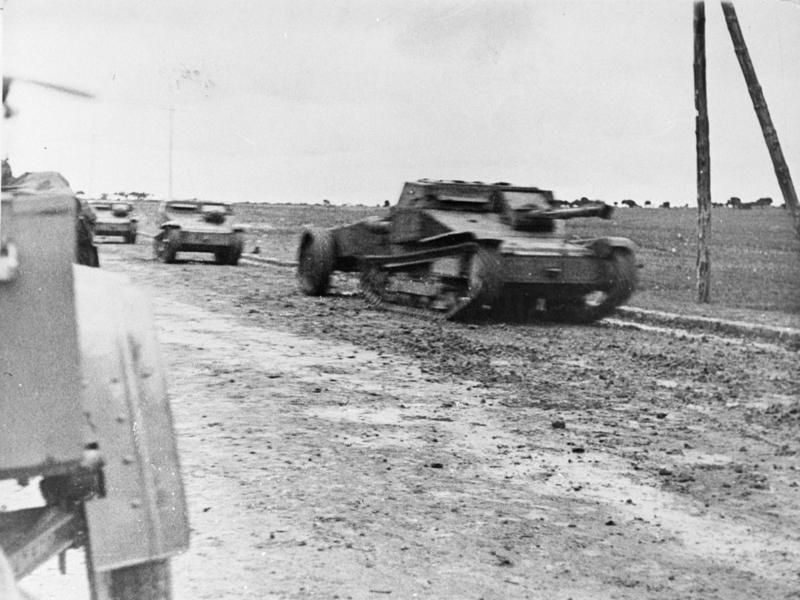
Итальянские танкетки следуют за огнемётным танком (на переднем плане) по дороге на Гвадалахару.

Командир танкового взвода, ранее неоднократно награждённый за храбрость, решительным образом рассеял противника. Раненый разрывной пулей в лицо, несмотря на обильное кровотечение, продолжал выполнять поставленную ему задачу, и ему удалось захватить нескольких пленных, в том числе двух офицеров. Второе ранение оказалось ещё тяжелее первого, но с множественными повреждениями, несмотря на отчаянное физическое состояние, сохранил командование взводом и организовал отражение контратаки. После того как подошли пехотные части, отказался от медицинской помощи и продолжал вести бой в одном из уцелевших танков, обращая в бегство подразделения противника. Только с наступлением ночи, доложив своему командиру, отправился в госпиталь.
Шоссе к Франции, Трихуэке, 9-12 марта 1937.
Оригинальный текст (итал.)Comandante di compagnia carri d’assalto, di provato ardimento, più volte decorato al valore, nelle fortunose vicende di una dura battaglia, agendo di propria iniziativa, disperdeva reparti nemici facilitando, in modo decisivo, l’assolvimento del compito della colonna cui era assegnato. Ferito da pallottola esplosiva al viso, nonostante la copiosa emorragia, continuava a combattere fino alla conquista dell’obiettivo riuscendo anche a catturare vari prigionieri, fra cui due ufficiali. Ferito ancora più gravemente una seconda volta, con quattro vertebre fratturate e sei contuse, nonostante le condizioni fisiche disperate, manteneva il comando del reparto e respingeva un contrattacco. Sopraggiunte le nostre fanterie, non ascoltando le preghiere dei dipendenti che lo invitavano a farsi medicare, si metteva alla testa dei superstiti carri efficienti reggendosi con una mano la testa all’altezza della feritoia e manovrando con l’altra la mitragliatrice, sorprendeva, assaltava e metteva in fuga un reparto avversario. Soltanto a notte inoltrata rientrava nelle nostre linee e, dopo aver riferito al suo superiore, consentiva a farsi medicare e ad essere sgombrato.

Strada di Francia -Trijueque, 9-12 marzo 1937.

Капитан Оресте Фортуна был тяжело ранен в этих боях, остался инвалидом.
Испанский опыт применения танковых частей был высоко оценён итальянским Генштабом, который по итогам успешной войны сформировал стратегию маневренной войны, где главными действующими силами стали танковые подразделения.
Генерал в отставке Оресте Фортуна умер от сердечного приступа в Риме на 81 году жизни.

## Награды
- Золотая медаль «За воинскую доблесть» (1937)
- две серебряные медали «За воинскую доблесть»[5]
- две бронзовые медали «За воинскую доблесть»[5] (22 сентября 1928, 12 июля 1929[6])